# 最高裁判所调查官
最高裁判所调查官（日语：／ Saikō Saibansho Chōsakan */?），是日本最高裁判所（即日本的最高法院，下文简称“最高裁”）内的裁判所调查官。其设立依据是《裁判所法》第57条，职责在于辅佐最高裁判所判事（即法官）的审判工作。虽然裁判所调查官并非法官（日本称为“裁判官”），而是法院的职员，但往往只有职业法官以判事的身份才能担任调查官一职。

## 简介
日本最高法院每年要受理大量的上告案件，但最高法院只有15名法官（包括最高裁判所长官1名和最高裁判所判事14名），因此不可能全部由法官进行审理。根据《刑事诉讼法》，上告案件仅限于“违反宪法”或者“法律解释”等法律审，而《民事诉讼法》也规定了上告受理申请制度，其目的也在于控制最高法院受理的案件数量。尽管如此，仍然存在大量不符合上告要件而不需要进行实质性审理的案件。因此，最高法院设立了裁判所调查官制度，任命具有判事身份的法官为最高裁调查官，由其辅佐最高法院的裁判官进行审理。
调査官的职务包括阅览上告案件的审判记录，将案件分别归类为：
- 大法庭回付（由大法庭审理）
- 小法庭评议（由小法庭评议）
- 弃却相当（驳回上诉）
- 破弃相当（改判原审判决）

案件歸類後會向相应的裁判官进行汇报。调查官制度可以补充法官资源的不足，快速处理大量不符合上告条件的案件，确保最高法院法官可以集中精力处理相对重要的案件。但也因为这一点，外界部分观点对最高法院提出批评，反对最高裁判所中非法官身份的调查官对上告案件进行实质上的审理。另外，许多案件的判决书也是由调查官起草甚至全部代劳的。
在2014年4月，最高裁内共有调查官39名（其中首席调查官1名、上席调查官3名（民事、刑事、行政各1名））。最高裁调查官主要由从事法官工作达15年以上的人员担任。

## 首席调查官
最高裁判所首席调查官是调查官的总负责人。其依据为《关于最高裁判所首席调查官的规定》（昭和43年12月2日最高裁判所规则第8号）第1条。同规则于1968年12月2日公布，并在同一天施行。最高裁判所设一名首席调查官（同条1项）。最高裁判所从裁判所调查官全体人员中选拔并任命（同条2项）。其职务为全面负责最高裁判所调查官的工作（同条3项）。此外，担任过首席调查官的法官往往也会被任命为最高裁判所判事。例如，可部恒雄、三好達、北川弘治、上田豊三、今井功、近藤崇晴、千葉勝美等连续七任首席调查官均在日后成为了最高裁判事。而且三好達还在1995-1997年期间担任最高裁长官。
| 姓名     | 任职期间              |
| -------- | --------------------- |
| 齋藤壽郎 | 1968.12.4-1970.2.9    |
| 安村和雄 | 1970.2.10-1971.10.28  |
| 中村治朗 | 1971.10.29-1976.7.15  |
| 緒方節郎 | 1976.7.16-1977.3.16   |
| 西村宏一 | 1977.3.17-1982.5.27   |
| 井口牧郎 | 1982.5.28-1984.2.19   |
| 可部恒雄 | 1984.2.20-1987.5.27   |
| 三好達   | 1987.5.28-1990.5.9    |
| 北川弘治 | 1990.5.10-1994.12.20  |
| 上田豊三 | 1994.12.21-1998.3.10  |
| 今井功   | 1998.3.11-2002.2.20   |
| 近藤崇晴 | 2002.2.21-2005.12.19  |
| 千葉勝美 | 2005.12.22-2008.11.24 |
| 永井敏雄 | 2008.11.25-2012.3.26  |
| 金井康雄 | 2012.3.27- 2014.11.10 |
| 林道晴   | 2014.11.11-           |

## 上席调查官
最高裁判所上席调查官是最高裁调查官的一种职务。其依据为《关于最高裁判所首席调查官的规定》（昭和43年12月2日最高裁判所规则第8号）第2条。最高裁判所内设置三名上席调查官（同条1项）。最高裁判所从裁判所调查官全体人员中选拔并任命（同条2项）。其职务为整理最高裁判所调查官的事务（同条3项）。
| 民事     | 民事                | 行政       | 行政                | 刑事       | 刑事                  |
| 姓名     | 任职期间            | 姓名       | 任职期间            | 姓名       | 任职期间              |
| 吉井直昭 | 1981.4.1-1982.3.31  | 園部逸夫   | 1981.4.1-1983.3.31  | 森岡茂     | 1981.4.1-1985.3.31    |
| 平田浩   | 1982.4.1-1987.3.31  | 北川弘治   | 1983.4.1-1988.3.31  | 金谷利広   | 1985.4.1-1988.3.31    |
| 小倉顕   | 1987.4.1-1990.3.31  | 上田豊三   | 1988.4.1-1991.6.14  | 香城敏麿   | 1988.4.1-1991.3.31    |
| 佐藤歳二 | 1990.4.1-1994.6.30  | 増井和男   | 1991.6.15-1992.5.31 | 龍岡資晃   | 1991.4.1-1995.3.31    |
| 大内俊身 | 1994.7.1-1995.7.31  | 涌井紀夫   | 1992.6.1-1993.11.3  | 白木勇     | 1995.4.3-1997.8.3     |
| 秋山寿延 | 1995.8.1-2000.3.27  | 近藤崇晴   | 1993.11.4-1999.3.31 | 池田修     | 1997.8.4-2001.9.15    |
| 大橋寛明 | 2000.3.28-2003.3.31 | 富越和厚   | 1999.4.1-2003.3.31  | 永井敏雄   | 2001.9.16-2004.3.31   |
| 高世三郎 | 2003.4.1-2005.3.31  | 高橋利文   | 2003.4.1-2004.9.12  | 井上弘通   | 2004.4.1-2008.1.6     |
| 杉原則彦 | 2005.4.1-2006.3.31  | 福田剛久   | 2004.9.13-2009.3.24 | 青柳勤     | 2008.1.7-2012.10.26   |
| 川神裕   | 2006.4.1-2010.3.31  | 綿引万里子 | 2009.3.25-2012.3.8  | 秋吉淳一郎 | 2012.10.27- 2014.7.24 |
| 岩井伸晃 | 2010.4.1-           | 尾島明     | 2012.3.9-           | 伊藤雅人   | 2014.7.25-            |